# ベオルンレッド
ベオルンレッド（英語:Beornred、古英語: Beornræd）は、8世紀マーシア王国の王。757年、エゼルバルド王の死後マーシア王に即位したが、オファに敗れ国外に逃亡した。ベオルンレッドに言及した資料はわずかで、内容も概ね簡易なものにとどまっている。
『アングロサクソン年代記』757年の項には次のような記述がある。『…マーシアの王、エゼルバルドは、セッキントンで殺され、遺体はレプトンに葬られた。在位は41年であった。その後ベオルンレッドが王国を継ぎ、暫くの間、不幸にも国を治めた。同じ年、オファがベオルンレッドを敗走させ、王国を手にした。在位は39年であった。…』